# Monestir de Villemagne
L'Abadia de Villemagne és un monestir benedictí fundat al segle VII i situat a Vilamanha (l'Argentièira) (Erau, Occitània, França), actualment inscrit com a monument históric.
Fou un establiment religiós a la frontera de la diòcesi de Besiers amb la diòcesi de Castres (però dins la primera) a la vora d'un petit riu o riera anomenat Mare a uns 20 km de Besiers cap al nord, a la zona muntanyosa. No s'esmenta mai abans del catàleg establert a la Dieta d'Aquisgrà (817). El lloc s'hauria dit abans Cogne; es diu que l'església fou després posada sota advocació de Sant Majan Confessor quan al segle ix hi van ser portades les seves relíquies que reposaven en un oratori veí al monestir de Lombez a la riba del Save, diòcesi de Tolosa, però aquest trasllat és fals i deriva d'una carta apòcrifa. El monestir encara subsisteix avui dia. No s'ha de confondre amb l'abadia de Valmanya, dels cistercencs (citeaux en francès), a la diòcesi d'Agde.